# Polycentropus blicklei
Polycentropus blicklei är en nattsländeart som beskrevs av Ross och Yamamoto. Polycentropus blicklei ingår i släktet Polycentropus och familjen fångstnätnattsländor. Inga underarter finns listade i Catalogue of Life.